# بازآرایی لوسن
بازآرایی لوسن(به انگلیسی: Lossen rearrangement) تبدیل یک هیدروکسامات استر به ایزوسیانات است. به‌طور معمول از مشتقات O-آسیل، سولفونیل، یا مشتقات-O فسفریل استفاده می‌شود. ایزوسیانات را می‌توان بیشتر برای تولید اوره در حضور آمین‌ها یا تولید آمین‌ها در حضور H2O استفاده کرد.

## سازوکار واکنش
سازوکار زیر با یک مشتق هیدروکسامیک اسید O-آسیله شده شروع می‌شود که با باز واکنش داده تا یک ایزوسیانات ایجاد کند. سپس در حضور H2O آمین و گاز CO2 تولید می‌شود. مشتق هیدروکسامیک اسید ابتدا با دادن یک هیدروژن به یک باز، به باز مزدوج خود تبدیل می‌شود. بازآرایی خود به خود، یک آنیون کربوکسیلات را آزاد می‌کند تا حد واسط ایزوسیانات تولید کند. سپس ایزوسیانات در حضور H2O هیدرولیز می‌شود. در نهایت، آمین و CO2 مربوطه با دادن یک پروتون به یک باز و کربوکسیل‌زدایی تولید می‌شوند.
هیدروکسامیک اسیدها معمولاً از استرهای مربوطه خود سنتز می‌شوند.